# Heterocordylus tibialis
Espèce
Heterocordylus tibialis est une espèce d'insectes du sous-ordre des hétéroptères (punaises).

## Description
Heterocordylus tibialis mesure environ 5 mm de long sans les antennes. C'est une espèce commune en Europe.